# Szűzföld-program

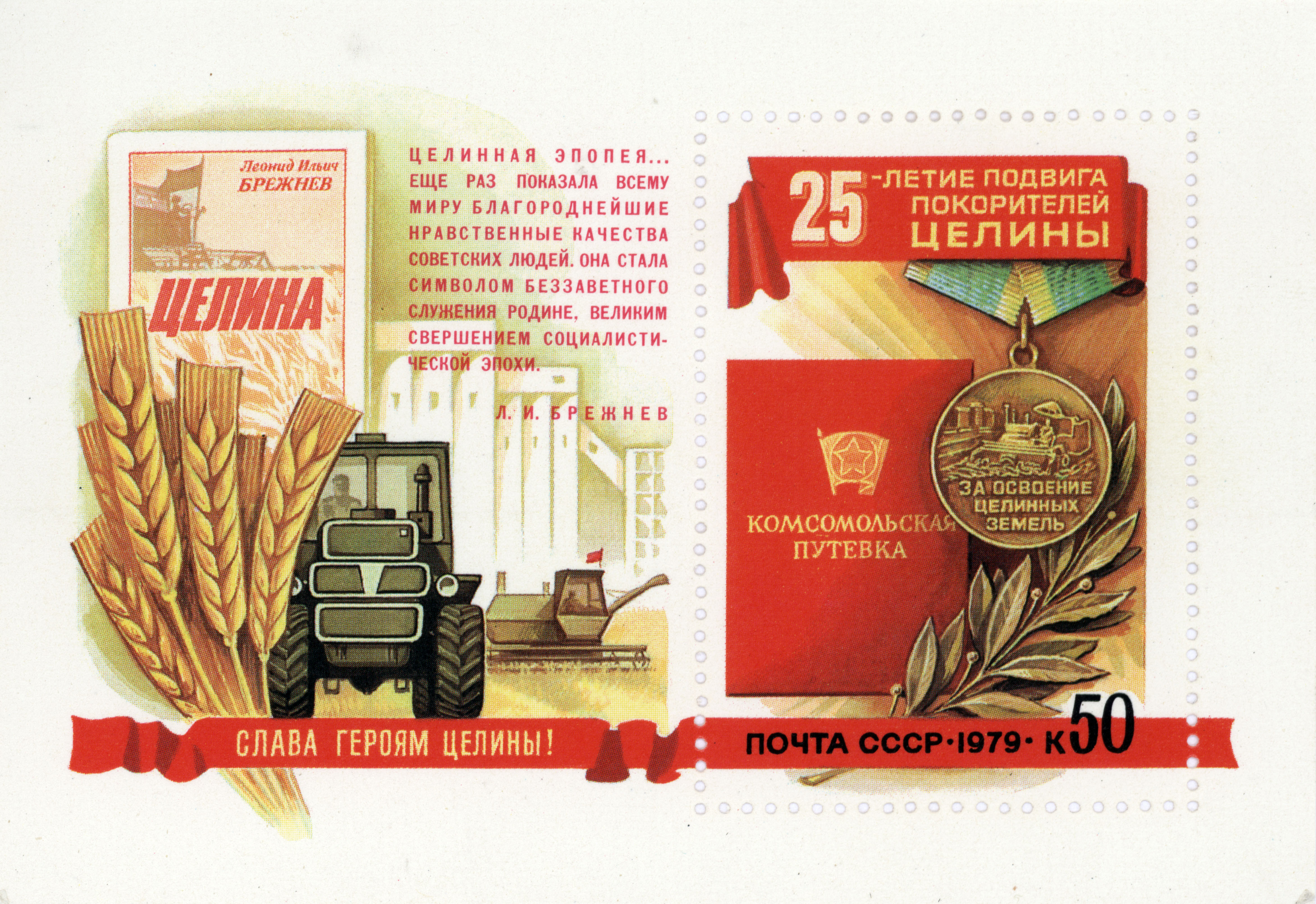
1979-es postai bélyeg a Szovjetunió szűzföld-programjának 25. évfordulója alkalmából

A szűzföld-program a Szovjetunió gabonatermelésének növelésére irányuló intézkedés volt 1954-1965 között, mely főleg Kazahsztán, valamint a Volga-vidéke, az Urál, Szibéria, Távol-Kelet és a Krím félsziget területeit érintette, célja a szűzföldek fejlesztése a Szovjetunió gabonatermelésének növelése érdekében.
A program 1956 augusztusában vette kezdetét, mely alatt mintegy másfélmillió ember vándorolt a Szovjetunió sztyeppei részeire, hogy művelés alá vonják e ritkán lakott földeket. A lelkes erőfeszítések ellenére azonban végül a szűzföld-program sem tudta megmenteni az akkor tragikusan rossz hatékonysággal működő szovjet mezőgazdaságot.

## Története
1953 szeptemberében a Központi Bizottság Hruscsovból, két segédből, két Pravda-szerkesztőből és egy mezőgazdasági szakemberből álló csoportja összeült, hogy meghatározza a Szovjetunió mezőgazdasági válságának súlyosságát. Korábban, 1953-ban Georgij Malenkov elismerést kapott azért, mert reformokat vezetett be az ország mezőgazdasági problémáinak megoldására, beleértve az állam által a kolhoz szállításokért fizetett beszerzési árak emelését, az adók csökkentését és az egyéni paraszttelkek ösztönzését. Hruscsov, ingerülten amiatt, hogy Malenkov hitelt kapott a mezőgazdasági reformért, saját mezőgazdasági tervét mutatta be. Hruscsov terve kiterjesztette a Malenkov által megkezdett reformokat, és 1956-ig 13 millió hektár (130 000 km²) korábban megműveletlen, Szibériában és Észak-Kazahsztánban levő földterület felszántását és megművelését javasolta. A Kazah Kommunista Párt első titkára, Zhumabay Shayakhmetov Hruscsov bejelentésekor lekicsinyelte a kazahsztáni szűzföldek lehetséges hozamát: nem akarta, hogy a kazah földek orosz ellenőrzés alá kerüljenek. Molotov, Malenkov, Kaganovich és más vezető SZKP-tagok ellenezték a  kampányt. Sokan úgy látták, hogy a terv gazdaságilag vagy logisztikailag nem megvalósítható. Malenkov előnyben részesítette azokat a kezdeményezéseket, amelyek a már megművelt földterületek termékenyebbé tételét célozták, de Hruscsov ragaszkodott ahhoz, hogy hatalmas mennyiségű új földet vonjanak művelés alá, mivel úgy gondolta, hogy ez az egyetlen módja annak, hogy rövid időn belül jelentős mértékben növeljék a terméshozamot.
Ahelyett, hogy ösztönzőket ajánlott volna fel a már kolhozokban dolgozó parasztoknak, Hruscsov azt tervezte, hogy munkásokat toboroz az új szűzföldekre, és a lehetőséget a szovjet fiatalok szocialista kalandjaként hirdette meg. 1954 nyarán 300 000 komszomol önkéntes utazott a Szűzföldre. Az 1954-es szűzföldi gyors művelést és kiváló termést követően Hruscsov az eredeti célt, hogy 1956-ra 13 millió új hektár művelés alatt álló területet 28–30 millió hektárra (280–300 000 km²) emelte. 1954 és 1958 között a Szovjetunió 30,7 millió rubelt költött a szűzföld-program kampányára, és ugyanebben az időszakban az állam 48,8 milliárd rubel értékben szerzett gabonát. 1954 és 1960 között a Szovjetunióban a teljes vetésterület 46 millió hektárral nőtt, a növekedés 90%-a a szűzföld-program kampánynak volt köszönhető.
Összességében a szűzföld-program kampányának köszönhetően sikerült rövid távon növelnie a gabonatermelést és enyhíteni az élelmiszerhiányt. A kampány óriási léptéke és kezdeti sikere történelmi bravúr volt.
A gabonatermelés évről évre történő nagy ingadozása, a szűzföldek kudarca az 1956-os rekordtermelés után, majd a hozamok 1959-et követő fokozatos csökkenése kudarcként jelzi a szűzföld-programot, és minden bizonnyal elmaradt Hruscsov azon törekvésétől, hogy 1960-ra felülmúlja az amerikai gabonatermelést. Történelmi távlatban azonban a program állandó elmozdulást jelentett az észak-kazahsztáni gazdaságban. Még az 1998-as mélyponton is csaknem kétszer annyi hektáron vetettek búzát, mint 1953-ban. Kazahsztán jelenleg a világ egyik legnagyobb búzatermelője.

## Fordítás
Ez a szócikk részben vagy egészben  a   Virgin Lands campaign című angol Wikipédia-szócikk fordításán alapul.  Az eredeti cikk szerkesztőit annak laptörténete sorolja fel. Ez a jelzés csupán a megfogalmazás eredetét és a szerzői jogokat jelzi, nem szolgál a cikkben szereplő információk forrásmegjelöléseként.